# 乌沙克省
乌沙克省（Uşak）是土耳其西部的一个省，首府乌沙克，面积5,341Km2，人口322,313（2000年）。